# Giandomenico Ongaro
Giandomenico Ongaro (Milano, 2 marzo 1941 – Milano, 5 novembre 2022) è stato un cestista e allenatore di pallacanestro italiano.
Ha vinto otto campionati italiani con l'Olimpia Milano.

## Carriera
Cresciuto nelle giovanili dell'Olimpia, con cui vince un titolo nazionale juniores, ha militato per una decina d'anni nella massima serie, finché un grave infortunio al ginocchio non l'ha costretto al ritiro e a giocare in Serie B. Per sua ammissione, non ha mai giocato per professione, perché contemporaneamente ha lavorato. Nel 2008, dopo un periodo negli Stati Uniti, ha iniziato a collaborare con il Centro Schuster di Milano, occupandosi dei fondamentali per gli Under 15 e 17. Fino al 2022 ha allenato alcune squadre del Tumminelli Romana Basket Milano.
Ha esordito in Nazionale italiana il 28 gennaio 1962 (Jugoslavia-Italia 88-82) e in totale ha segnato 5 punti in 5 partite.
Dopo il termine della carriera agonistica nell'annata 1972-73, Ongaro si è occupato del settore minibasket di squadre milanesi come il Lamber Schuster o il Tumminelli Romana. È morto a Milano il 5 novembre 2022, all'età di 81 anni.

## Palmarès
- Coppa dei Campioni: 1

Olimpia Milano: 1965-66
- Campionato italiano: 8

Olimpia Milano: 1957-58, 1958-59,  1959-60, 1961-62, 1962-63, 1964-65, 1965-66, 1966-67